# Qezelqān
Qezelqān (persiska: قزلقان) är en ort i Iran.   Den ligger i provinsen Nordkhorasan, i den nordöstra delen av landet, 600 km öster om huvudstaden Teheran. Qezelqān ligger 1 025 meter över havet och antalet invånare är 314.
Terrängen runt Qezelqān är huvudsakligen kuperad. Qezelqān ligger nere i en dal. Runt Qezelqān är det ganska glesbefolkat, med 27 invånare per kvadratkilometer. Närmaste större samhälle är Ḩeşār, 16,8 km söder om Qezelqān. Trakten runt Qezelqān består i huvudsak av gräsmarker.